# Iris Eberl
Iris Eberl (* 21. Juli 1958 in Schrobenhausen) ist eine deutsche Politikerin (CSU).

## Ausbildung und Beruf
Sie studierte Mathematik und Wirtschaftswissenschaften und unterrichtete von Februar bis Juli 2018 am Paul-Klee-Gymnasium Gersthofen. Von 2019 bis 2022 leitete sie das Albertus-Gymnasium Lauingen. Dazwischen war sie am Apian-Gymnasium in Ingolstadt tätig.

## Parteiämter
Seit 1999 ist sie Kreisvorsitzende der Frauen-Union im Landkreis Aichach-Friedberg sowie Mitglied im Bezirksvorstand Schwaben. Als Schatzmeisterin ist sie ebenfalls Mitglied im Landesvorstand der Frauen-Union Bayern.

## Abgeordnetentätigkeit
Bei der Bundestagswahl 2013 kandidierte Iris Eberl für die CSU auf Platz 41 der Landesliste; die letztere zog jedoch lediglich bis Platz 40, womit Eberl den Einzug zunächst knapp verfehlte. Im April 2015 rückte sie für den zurückgetretenen Peter Gauweiler in den Bundestag nach. Bei der Bundestagswahl 2017 verpasste sie den Wiedereinzug.